# Hilgermann Laura
Radó Szigfridné Hilgermann Laura (nevének más alakjai Laura Hilgermann, Radó-Hilgermann Laura, Radó Laura; leánykori nevén Laura Oberländer) (Bécs, 1865. október 13. – Budapest, 1945. március 8.) osztrák opera-énekesnő (mezzoszoprán) és énektanár volt.

## Élete

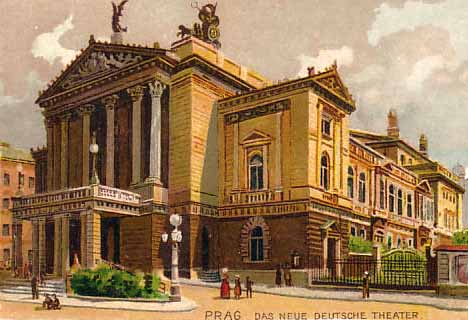
A prágai Új Német Színház (ma Prágai Állami Opera)

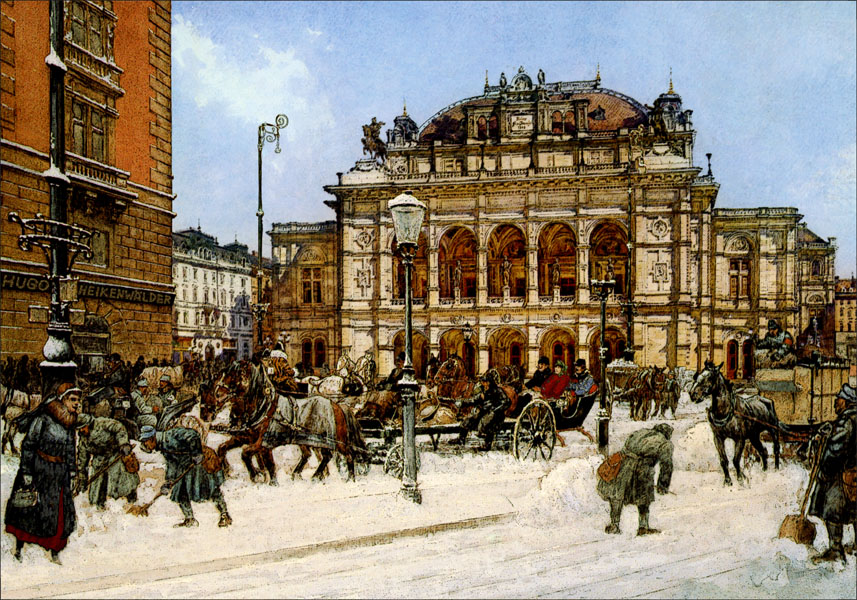
A bécsi „k. u. k.” Udvari Opera 1917 telén

Hilgermann József Ágost tanár és Oberländer Katalin gyermekeként Bécs Währing kerületében született. Hangját Farkas (Wolf) Károlynál és Siegfried Rosenbergnél képezte, zongorázni Thern Károlytól tanult.
1885-ben Azucena (Verdi: A trubadúr) szerepében debütált a prágai Új Német Színházban. 1889-ben Angelo Neumann igazgatóval való szóváltást követően szerződést bontott és elhagyta a várost. A következő évben került a Gustav Mahler vezetése alatt álló budapesti Operába. Itt egy évtizeden át volt a társulat egyik vezető énekese, aki főként Wagner-szerepekben tűnt ki. A pesti közönség külön megbecsülte azért, hogy magyarul is megtanulta az általa énekelt szólamokat, sőt magyar operákban is szerepelt, pl. fellépett Gertrudis királynéként Erkel Bánk bánjában. 1900 februárjában Mignonként (Thomas) búcsúzott a hazai közönségtől. Az 1897-től Bécsben igazgató Mahler hívására az Udvari Operában folytatta pályáját. Itt húsz év alatt (1900–1920, az 1902–03-as évadban hosszabb időt kihagyott) Glucktól a kortárs szerzőkig, hangfajilag is igen széles repertoárt énekelt. 1914-ben császári és királyi kamara-énekesnői címmel, visszavonulásakor tiszteletbeli tagsággal tüntették ki.
1920 és 1936 között a budapesti Zeneakadémia megbecsült énektanára volt. Legjelesebb növendékei Alpár Gitta, Maria von Ilosvay, Kalmár Pál, Németh Mária, Szánthó Enid.
1945. március 8-én szívgyengeségben hunyt el.
Művészetének legfőbb jellemzője a rendkívül kifinomult énekkultúra volt. Ez tette kiváló dalénekessé is. (Gustav Mahler vokális műveinek is egyik első tolmácsolója volt.) Nagy hangterjedelme révén a mezzoszerepeken kívül altként és szopránként is (Figaro-Grófné!) sikerrel lépett fel.

## Szerepei
- Bizet: Carmen – címszerep
- Gustave Charpentier: Louise – Az anya
- Doppler Ferenc: Ilka és a huszártoborzó –
- Erkel: Bánk bán – Gertrudis királyné
- Gluck: Orfeusz és Eurüdiké – Orfeusz
- Gluck: Iphigénia Auliszban – Artemisz; Klytaimnestra
- Hermann Goetz: A makrancos hölgy – Leonarda
- Goldmark: Téli rege – Hermione
- Humperdinck: Jancsi és Juliska – Gertrúd
- Janáček: Jenůfa – Feleség
- Korngold: Violanta – Barbara
- Lortzing: A vadorzó – A grófnő
- Mozart: Idomeneusz, Kréta királya – Idamantész
- Mozart: Figaro házassága – Almaviva grófné; Cherubino
- Mozart: Così fan tutte – Dorabella
- Nicolai: A windsori víg nők – Reichné
- Rossini: Tell Vilmos – Hedwig
- Smetana: Az eladott menyasszony – Ludmila
- Richard Strauss: Tűzínség – Ursula
- Richard Strauss: Elektra – Klütaimnésztra
- Richard Strauss: A rózsalovag – Annina
- Thomas: Mignon – címszerep
- Verdi: A trubadúr – Azucena
- Verdi: Álarcosbál — Ulrica
- Verdi: Aida – Amneris
- Richard Wagner: Rienzi, az utolsó tribunus – Adriano Colonna
- Richard Wagner: A bolygó hollandi – Mary
- Richard Wagner: Tannhäuser – Vénusz
- Richard Wagner: Lohengrin – Ortrud
- Richard Wagner: Trisztán és Izolda – Brangäne
- Richard Wagner: A walkür – Sieglinde; Fricka
- Richard Wagner: Istenek alkonya – Waltraute
- Siegfried Wagner: Banadietrich – Ute
- Hugo Wolf: A kormányzó – Donna Mercedes
- Wolf-Ferrari: A kíváncsi nők – Beatrice